# Człowiek jest miarą wszechrzeczy
Człowiek jest miarą wszystkich rzeczy (łac., homo mensura omnium ‘człowiek miarą wszystkiego’) – zasada stawiająca osobę ludzką jako centralny punkt odniesienia w epistemologii. W etyce współcześnie nazywa się ona normą personalistyczną.

## Zasada epistemologiczna w filozofii greckiej
Słowa te, brzmiące w oryginale gr. πάντων χρημάτων μέτρον ἄνθρωπος panton chrematon metron anthropos) – i opatrzone komentarzem: τῶν μὲν ὄντων ὡς ἔστιν, τῶν δὲ οὐκ ὄντων ὡς οὐκ ἔστιν – istniejących, że istnieją, i nieistniejących, że nie istnieją, są przypisywane Protagorasowi z Abdery (Platon przytoczył je w „Teajtecie” 152 a 2) i związane są z jego poglądami dotyczącymi teorii poznania. Anthropos metron (człowiek miara) oznacza dla Protagorasa, że każdy człowiek jest sam dla siebie kryterium prawdy – wszystkie doznania zmysłowe i przeświadczenia danej osoby są dla niej prawdziwe. Ponieważ jednak ludzie się różnią, to pojęcie prawdy w znaczeniu obiektywnym nie ma sensu. Oznaczałoby to całkowity relatywizm sądów – myśl tę za Protagorasem podjęli sceptycy.
Pogląd Protagorasa atakowali Demokryt z Abdery i Platon – jeżeli każdy człowiek ma rację, to rację ma również ten, kto zaprzeczy tezie Protagorasa. Albo zdanie Protagorasa jest obiektywną prawdą (i przeczy sobie), albo nie mówi nic, bo jest „prawdą subiektywną”, a o istnieniu takich „prawd” wiemy od dawna.
Zauważyć należy, że pierwszej części zdania łatwo nadać wydźwięk inny niż ma zdanie pełne, zwłaszcza jeśli nie wiadomo nic o sensie, jaki nadawał mu Protagoras. Przykładowa interpretacja w duchu humanizmu mogłaby brzmieć następująco: wszystko, czego się podejmujemy powinno mieć na celu dobro drugiego człowieka (ew. „ludzkości”) i ilość uczynionego dobra jest wartością naszych działań.

## W personalizmie etycznym Karola Wojtyły
W ujęciu Karola Wojtyły, osoba jest podstawowym punktem odniesienia wszelkiej etyki, gdyż jako jedyny byt w świecie jest „kimś”, podczas gdy wszystkie inne byty są „czymś”. Zasadę tę nazywamy normą personalistyczną.